# Hromadske, Kompaniivka
Hromadske (în ucraineană Громадське) este un sat în așezarea urbană Kompaniivka din regiunea Kirovohrad, Ucraina.

## Demografie
Componența lingvistică a localității Hromadske
     Ucraineană (100%)
Conform recensământului din 2001, toată populația localității Hromadske era vorbitoare de ucraineană (100%).